# にゃんこスター
にゃんこスターは、ワタナベエンターテインメント及び漫才協会に所属する日本の男女お笑いコンビ。

## メンバー
- スーパー3助（スーパーさんすけ、1983年5月3日（42歳） - ）ツッコミ担当、立ち位置は向かって左。
  - 本名、一釣 良太（いちづり りょうた）[1]。
  - 長崎県出身、長崎県立佐世保工業高等学校[2]・放送芸術学院（現放送芸術学院専門学校、当時は専門学校ではない）卒業。
  - 身長171cm、血液型O型[2]。
  - 『ダウンタウンのごっつええ感じ』・『笑う犬シリーズ』（共にフジテレビ系）を好きで観ていたことで、お笑い好きになる[3]。
  - 放送芸術学院の同期であるゴールドハンバーグ（旧芸名はアムロナミエ田中）と「アンドレ」というコンビを結成し、2015年7月まではSMA NEET Projectへ所属（この当時の芸名は「一本釣3助」）[4]。解散後は現在の芸名に改名し、ピンで活動していた。
  - 芸名の名付け親はハリウッドザコシショウ。
  - 2017年6月8日に阿佐ヶ谷アートスペースプロットで『スーパー3助 単独ライブ』を行った。
  - ピン芸人でのネタはフリップネタが多く、「1、2…」とフリップをずらしていって「3」の所でオチとするという内容が主だった（「3」と見せかける所では様々なキャラクターの絵を見せていた）。この世にいないような怖いキャラクターを描くことが好きということで、このネタにおいてはこういったキャラクターの絵を披露していた[3]。
  - スーパー3助を師匠と慕う3助軍団なる軍団が存在する。メンバーは牛女しらす（スーパー4助）[5]、どういう回転なの!?（現在は引退）、都トム高木払い（Mr.ドーナツ伝説 咳暁夫）など。
  - 街裏ぴんくとのユニット「わんこムーン」としても活動している[6]。
  - 過去に当時同じ事務所だったアイドルのメトロポリちゃんVと交際・同棲をしていたが後に破局[7]。彼女の楽曲「仲良しこよしのメトロッパ!!」の作詞もしている（その時の名前は「天才3ちゃんマン」）。
  - 『M-1グランプリ2020』にはほしのディスコ（パーパー）との即興コンビ「ハイトーン兄弟」として出場。その後もほしのとの活動を続け、自身の38歳の誕生日である2021年5月3日にYouTubeチャンネル『ハイトーン兄弟チャンネル』を開設した。
  - 元バイト先にラウンドワンスタジアムダイバーシティ東京プラザ店がある。
  - 2022年のM-1グランプリでウエストランドが優勝した時、三四郎の小宮が号泣したシーンをTwitterに投稿した。
  - 2025年2月28日深夜の『東野幸治のホンモノラジオ』（ABCラジオ）でパーソナリティの東野幸治がスーパー3助の結婚を報告した[8]。

- アンゴラ村長（アンゴラそんちょう、1994年5月17日（31歳） - ）ボケ担当、立ち位置は向かって右。
  - 本名、佐藤 歩実（さとう あゆみ）[1]。
  - 埼玉県本庄市出身[9]、早稲田大学本庄高等学院・早稲田大学文学部卒業[10]。大学では映画と演劇を勉強[10]し、早稲田大学のお笑いサークル「お笑い工房LUDO」出身[11]。卒業論文のテーマは、『映画監督北野武とコメディアンビートたけしについて』だった[12]。
  - 身長150cm、血液型B型。
  - 女性シンガーソングライターのmiletは、早稲田大学の映像や演劇について学ぶコース（文学科 演劇映像コース（旧・第一文学部演劇映像専修））にてアンゴラ村長と同じコースにいた同級生として知られる[13]。
  - 芸名の由来は、持っているアンゴラウサギのぬいぐるみにヒゲが生えていたこと[14]。高校の落語研究会時代から使っている芸名で、高校時代には群馬県を拠点とするアマチュアお笑いライブ「わくわくお笑いパラダイス」に「ぽいゴラ村」というコンビでエントリーしていた。当時の仲間には矢巻駿（演芸おんせん）・侍スライス・パーマ大佐がいる[15]。
  - お笑い好きになったきっかけは、2008年の『M-1グランプリ』決勝戦。優勝したNON STYLEが好きになり[3]、後に『あらびき団』（TBS系）[注釈 1]を観てキュートンなどに影響を受け、笑いの好みがよりディープな方向になった[3]。
  - 古くからの付き合いである寺田寛明によれば、高校生時代は普通の子だったが大学でお笑いを始めてから急にぶっ飛んだ芸風になったという[16]。
  - 大学在学中に同じくLUDO所属のまついあきとのコンビ「暇アフタヌーン」を結成。ワタナベエンターテインメント主催の学生芸人の大会「笑樂祭」決勝に進出し、学費減免となったことからワタナベコメディスクール20期生として入学[17]。ワタナベエンターテインメントに所属していたが、2016年9月に解散。当時の相方・まついあきは現在トリオ「モシモシ」として太田プロダクションに所属。
  - アンゴラ村長としてピンで活動する他、デンジャーD（元セクシーチョコレート）とのコンビ「ピ炭酸」、「ピンク×ネイチャー」としても活動していた[18]。
  - 2017年4月からインターネットマーケティング会社の「株式会社これから」に新卒採用で入社。社員として勤務しながら兼業芸人として活動している[19]。
  - 特技は縄跳びと工作[10]。2020年には「30秒間でペアで交互になわとびを跳んだ回数」で71回を記録し[注釈 2]、ギネス世界記録を達成した[20]。
  - 元乃木坂46の井上小百合とは同郷出身の同学年で、同じリズムなわとび教室に通っていた[21]。
  - ラパルフェやYouTuberの水溜りボンドとはお笑いサークル時の同期。
  - 2019年の『女芸人No.1決定戦 THE W』（日本テレビ）にてあいなぷぅ（パーパー）とのユニット「にゃんパー」を組んで出場、準決勝まで進出した。その後もにゃんパーとしての活動も継続し、2020年8月30日にYouTubeチャンネル『にゃんパーのコント勉強中』を開設した[22]。
  - 2024年7月25日、本庄市広報観光大使に就任[23]。

## 略歴
2017年4月、寺田寛明主催の大喜利ライブ『大喜利千景』での共演を機に知り合い、スーパー3助がアンゴラ村長に声をかけて結成。元々キングオブコント出場のために即席で組んだコンビだった。コンビ名はアンゴラ村長が付けたもので、「私の中でこの2人を猫だと思っていて、野良猫の中のスターになろう」との思いから命名。
2017年5月6日に行われたK-PROのライブの「ゲレロンステージ」にてピン芸人同士の即席コンビとして初舞台。観客投票2位となり、翌5月7日に正式にコンビを結成した。両者の芸歴差は12年ある。
同年10月1日、『キングオブコント2017』決勝進出。準優勝という好成績を収め、コンビ結成5ヶ月での決勝進出は過去最速である。キングオブコント決勝当日までは事務所に所属せずフリーで活動していたが、翌日にアンゴラ村長が出戻る形でワタナベエンターテインメントへの所属を発表した。一部報道では、両者とも芸名ではなく本名の一釣良太・佐藤歩実で紹介されていた。2017年10月11日、コンビでの交際を発表。交際を機にコンビを結成したため、交際歴とコンビ歴がほぼ同じである。スーパー3助が「別れてもコンビを続けたい」と語る一方、アンゴラ村長は「別れたら解散かな」と語っている。なお両者とも絵やイラストが得意で、『ポケットモンスター』や『HUNTER×HUNTER』が好きという共通点がある。
2018年3月7日、カフェラテ噴水公園とコラボでテレビドラマ版『海月姫』のオープニング主題歌「Goサインは1コイン」をエイベックスから発表した。アンゴラ村長が作詞と振付を手掛けた。YouTubeでは【振り付けビデオ】が再生回数が200万回を突破した。YouTubeでは、この歌に合わせて踊る「かんなとあきら」とも共演した。
2018年7月2日、テレ東プラス配信のショートドラマ『リビングルームにて』に主演した。
2019年より、漫才協会に加入。加入に際して行われた記者会見にて「客の層が幅広いのでそこでネタをやることでいろんな人にウケるネタができたら。『漫才』の『ま』の字も知らない、なわとびのことしかわからないので、師匠方の漫才を見て勉強したい」とコメントし、漫才協会内の大会「漫才新人大賞」への参加意欲があるか問われると「賞レースがんばりたい気持ちはそんなに…。楽しくやっていいネタができたら」と率直な気持ちを述べている。しかし2020年度の漫才新人大賞にはエントリー、本選に進出した。また、同年7月には「ハリウッド寄席」に出演してコンビ揃ってハリウッド軍団のメンバーとなった（3助は以前より軍団メンバー）。
2020年、YouTube上で破局宣言をするもコンビは解散せず、継続する旨も同時に報告。
2022年、5年ぶりにM-1グランプリに出場するが、1回戦敗退に終わる。その一方で、スーパー3助がみなみかわと組んだ「復讐するは我にあり」、ほしのディスコ（パーパー）と組んだ「ハイトーン兄弟」は1回戦を突破している。

## 芸風
ネタ作りは2人で行っている。村長が大塚愛の「さくらんぼ」「SMILY」などの楽曲に合わせて踊り、3助がハイテンションで実況のようにツッコむというネタがメイン。オチとして、村長がオブジェを舞台に持ち込み「にゃんこスターでした!」と言って星形の猫のキャラクターを持ち上げる。
元々3助が村長のすることに大声で感想を言うことが得意で、これをそのまま取り入れた。また、村長の得意のリズムなわとびをライブで見て「これは自分の持ち味を発揮出来る」と思って、これも取り入れてネタにした。BGMに「さくらんぼ」を選んだ理由は「サビに向かって段々と高揚して行くような感じがいいと思った」からと話している。
2019年12月11日、『バラエティ開拓バラエティ日村がゆく』の賞レース対策会議コーナーにおいて、ゾフィーが2019年のにゃんこスターが面白いと取り上げ同日配信回で縄跳びコントの発展形を見せる、「にゃんこスターのここで縄跳び!?選手権」が行われた。

## 出演

### テレビ
- キングオブコント2017（TBS、2017年10月1日）[42]
- さんまのお笑い向上委員会（フジテレビ、2017年10月28日・11月4日・11日）
- 23時の密着テレビ「レベチな人、見つけた」 -（テレビ東京、2021年11月9日）- 東京の町中華3選（スーパー3助のみ）
- オンエア決めろ!ー笑武ー（BSJapanext、2022年8月2日、9月20日、9月27日）- ゼンモンキーと対決して敗北、敗者対決に回る。
- 魅力まるごと いまドキッ!埼玉（テレビ埼玉、2023年4月15日 - ）- レポーター（アンゴラ村長のみ）

### インターネット番組
- 街録ch〜あなたの人生、教えて下さい〜（YouTube番組、2021年）アンゴラ村長のみ

### ライブ
- ゲレロンステージ（2017年5月6日・7月17日、新宿バティオス）
- トッパレA（2017年5月18日、しもきた空間リバティ）
- きしたかの高野生誕祭 〜プライベートの説明してんのか?〜（2017年5月20日、阿佐ヶ谷ロフトA）
- 星ふる夜のにゃんこスターバー（2017年6月14日、阿佐ヶ谷ロフトA）
- ラスタ昼寄（2017年7月23日、ラスタ原宿）
- サンダーライブ（2017年8月7日、千川びーちぶ）
- 右ハンドル（2017年8月9日・9月11日、ハイライフプラザ板橋）
- おじさんフェス（2017年8月13日、新宿ハイジアV-1）
- ベストエンタ!（2017年8月19日、なかの芸能小劇場）
- ひっぱり蛸（2017年8月20日、神保町COMEDY'S PLACE）
- コンjoy KOCver.（2017年8月20日、新宿バティオス）
- 天狗の鼻ボキライブ（2017年8月23日、千川びーちぶ）
- コントおじさん（2017年8月24日、新宿ハイジアV-1）
- 十年一突 - すっきりソング、ゾフィー、たぬきごはん、ダンシングヒーロー、中村涼子、三福エンターテイメント、ロビンソンズとのユニットライブ。第1回は2017年1月29日[43]
- ネタサピエンス（2017年8月30日、新宿ハイジアV-1）
- トッパレG（2017年8月30日、しもきた空間リバティ）
- としかわトーク（2017年8月31日、千川びーちぶ）
- ラストマン・スタンディング（2017年8月31日、中野Vスタジオ）
- お子様ランチ（2017年9月2日、なかの芸能小劇場）
- バカ爆走（2017年9月4日、新宿ミニホールFu-）
- CONTE人6（2017年9月10日、新宿バティオス）
- 池袋360分シアターEY（2017年9月16日、池袋GEKIBA）
- 千景 大喜利夏まつり（2017年9月17日、池袋GEKIBA）
- AV女優タダ2（2017年9月18日、池袋GEKIBA）
- コント式（2017年9月18日、チャラデ阿佐ヶ谷）
- 新道竜巳の喋喋喋る（2017年9月18日、中野440スタジオ）
- ユリオカ超特Qのおしゃべり検定（2017年9月19日、御苑サウンド）
- ネタバルカン（2017年9月22日、新宿バティオス）
- U&C秋のエンターテイメント（2017年9月24日、新宿バッシュ!）
- としかわトーク（2017年9月28日、新宿バティオス）
- 秋のまによん大感謝祭（2017年9月29日、新宿バティオス）
- yabふれあいフェスタ2017（2017年10月7日、山口きらら博記念公園　多目的ドーム）
- WEL（2017年10月8日、11月12日、表参道GROUND）
- 十年一突オールナイトトークライブ（2017年10月20日、阿佐ヶ谷ロフトA）
- タカアンドトシpresents新ネタやろうぜ（2017年11月6日、ルミネtheよしもと）
- 鉄人トーク（2017年11月10日、表参道GROUND）

### Blu-ray
- 伊集院光のてれび 完全版 〜真剣じゃんけん 女芸人編〜（ポニーキャニオン、2016年3月16日発売） - アンゴラ村長のみ（暇アフタヌーン時代）
- 伊集院光のてれび 完全版 〜ありそうでない店名 チキンレース!/VRDK（ピュア編）〜（ポニーキャニオン、2016年5月18日発売） - アンゴラ村長のみ（暇アフタヌーン時代）
- 伊集院光のてれび 完全版 〜仲良しメンバーと厳選食材でカレーを作ろう!/VRDK（バカ編）〜（ポニーキャニオン、2016年6月15日発売） - アンゴラ村長のみ（暇アフタヌーン時代）
- 伊集院光のてれび 完全版 〜心を込めてお弁当を作ろう!/伊集院光 芸能生活30周年記念特番を撮ろう!!〜（ポニーキャニオン、2016年7月20日発売） - アンゴラ村長のみ（暇アフタヌーン時代）

### 舞台
- 時速246億「さよう、ならば、また、」（2024年4月13日 - 21日、シアターグリーン BIG TREE THEATER） - アンゴラ村長のみ[44]

### 映画
- 漫才協会 THE MOVIE 舞台の上の懲りない面々（2024年3月1日、KADOKAWA/ミックスゾーン/中京テレビ放送/ミラクルヴォイス[45]）

### CM
- Y!mobile「タダ学割」（2017年11月）桐谷美玲、斎藤工、出川哲朗と共演[46]。

### 雑誌
- 日経エンタテインメント! 2017年12月号 p.99『今月のコンテンツガイド』
- Nicola 2018年3月号
- with 2018年4月号
- 美的 2018年9月号  - アンゴラ村長のみ
- ぷっちぐみ 2019年11月号
- 文學界 2020年3月号 - アンゴラ村長

### 音楽
- カフェラテ噴水公園 feat.にゃんこスター「Goサインは1コイン」（2018年3月7日）
- HAMO feat.ストロベリーティー記念公園（2023年12月6日） - アンゴラ村長

## 書籍

### デジタル写真集
- 151センチ、48キロ（2024年5月16日、講談社）[47]（アンゴラ村長）